# 杉並一家放火殺人事件
杉並一家放火殺人事件（すぎなみいっかほうかさつじんじけん）は1986年（昭和61年）11月に東京都杉並区下井草で発生した事件。

## 概要
1986年（昭和61年）11月8日未明に東京都杉並区のビル1階から出火。建設会社社長（当時69歳）とその内縁（当時65歳）と次男の妻（当時27歳）とその娘（当時2歳）の焼死体が発見された。後の司法解剖で絞殺されていたことが判明した。
次男（当時29歳）が事件以降行方不明になっていることや次男の車が無くなっていること、父親の預金通帳から1300万円が引き出されていたことから、次男を全国指名手配にした。
翌11月9日午前10時過ぎ、仙台市内で警察が交通違反により次男を発見、逮捕する。

## 殺害
次男は11月3日に娘の教育問題で妻と口論となり、その際に妻から自分の子供ではなく浮気した他の男性の子どもであると罵られたため、逆上して妻の首を絞めて殺害。寝ていた娘にも憎しみがわいて絞殺した。
4日後、次男は父親に犯行を打ち明けたが、父親から「おまえは母親（前妻）が浮気してできた子供であり、自分とは血縁がない（ただし、事件後に血液型を調べた結果、次男が父親の実子であることが法医学的に確認された。また、長男は既に交通事故で亡くなっている）」と突き放すように言われたため、錯乱して父親を殺害。その後、父親の子供でないことを隠していたことを憤り、父親の内縁を殺害した。8日未明、4人の遺体を1階の寝室に並べ、灯油をふりかけて火をつけて逃走した。

## 裁判
検察側は死刑を求刑したが、東京地裁は無期懲役を言い渡した。検察は控訴したが、東京高裁は控訴を棄却し、無期懲役が確定した。